# Jules Hourdiaux
 (juillet 2012).
Si vous disposez d'ouvrages ou d'articles de référence ou si vous connaissez des sites web de qualité traitant du thème abordé ici, merci de compléter l'article en donnant les références utiles à sa vérifiabilité et en les liant à la section « Notes et références ».
Jules Hourdiaux, né le 12 avril 1907 à Amiens et mort le 8 avril 1985 à Boulogne-Billancourt, est un inventeur français à l'origine du procédé cinématographique de projection Héraclorama.

## Biographie
Jules Hourdiaux est l'inventeur de l'Heraclorama. L'Heraclorama était un écran de cinéma d'une géométrie spécifique et d'un principe dérivé des bandelettes du Cinérama (qui ne purent être brevetées). Peu de ses inventions étaient brevetables et le dépôt de brevet demandait des fonds qu'il n'avait pas. Tous les films sont projetés sur un écran courbe de 180° et recréent en quelque sorte un relief virtuel (sans lunettes, caméra spéciale ou multiple). Après avoir terminé une salle au Mexique, il a fait une grosse attaque cardiaque puis cérébrale et il a terminé ses jours en survivant avec sa retraite d'artisan de 749 francs par trimestre, en se battant pour faire valoir ses droits au regard de la Compagnie Eagle, qui avait déposé la Spaciovision. La Compagnie Eagle exploitait l'Heraclorama sous le nom Spaciovision. Seul, René Barjavel a essayé de l'aider contre le pillage manifeste de l'inventeur de la Spaciovision, malheureusement trop tard.

## Réalisations
- Super Héraclorama dans les années 1960, au cinéma de Crécy-en-Ponthieu, le Normandie de Trappes dans les Yvelines et Le Marignan de Bruxelles[7], composée d'un écran courbe de 180° produisant une impression de relief à partir d'une image 2 D[8].